# Kap Dayman
Das Kap Dayman ist ein Kap an der Pennell-Küste des ostantarktischen Viktorialands. An der Nordseite des Tapsell Foreland markiert es die Südseite der Einfahrt zur Yule Bay.
Der britische Polarforscher James Clark Ross entdeckte es 1841 bei seiner Antarktisexpedition (1839–1843). Ross benannte das Kap nach Joseph Dayman (1818–1868), Maat auf dem Expeditionsschiff Erebus bei dieser Forschungsreise.